# ФК Шњеготина
ФК Шњеготина је фудбалски клуб из Велике Шњеготине, општине Челинац, у Републици Српској.

## Историја
Клуб је основан 10. августа 2003. године. Тренутно (2015/16) се такмичи у Подручној лиги Републике Српске у фудбалу Бања Лука, а од 29. маја је на 6. мјесту са укупно 31 бодом.

## Подаци
Своје утакмице као домаћин игра на терену који се налази између Манастира Ступља и Манастира Липља, у еко-центру Шњеготина, у близини ушћа ријечце Шњеготине у ријеку Укрину. Тренер ФК Шњеготине је Далибор Вујичић.

## Пласмани
| мјесто-пласман    | сезона  | ФК Шњеготина | бодови |
| ----------------- | ------- | ------------ | ------ |
| 11. од 13 клубова | 2010/11 | ФК Шњеготина | 19     |
| 10. од 14 клубова | 2011/12 | ФК Шњеготина | 15     |
| 12. од 14 клубова | 2012/13 | ФК Шњеготина | 20     |
| 12. од 13 клубова | 2014/15 | ФК Шњеготина | 22     |